# Canillo
Canillo é uma paróquia (ou freguesia) do Nordeste do coprincipado de Andorra. A paróquia é considerada o centro religioso de Andorra com o Santuário e Capela de Nossa Senhora de Meritxell, padroeira de Andorra, e contém uma das igrejas românicas mais bem preservadas dos Pirenéus, Sant Joan de Caselles. Apesar de ter uma vocação turística, a freguesia de Canillo ainda conserva muitas características pecuárias e agrícolas.

## História
A origem etimológica do nome da freguesia Canillo e da sua capital é pré-romana, ibérica ou celta. Está documentado pela primeira vez na Acta de Consagració i Dotació de la Catedral de la Seu d'Urgell (Escritura de Consagração e Doação da Catedral de La Seu d'Urgell), durante o século IX, como Kanillave ou Sant Serni de Kanillave. Mais tarde, foi referido como Canilau como aparece em um documento de 1176.

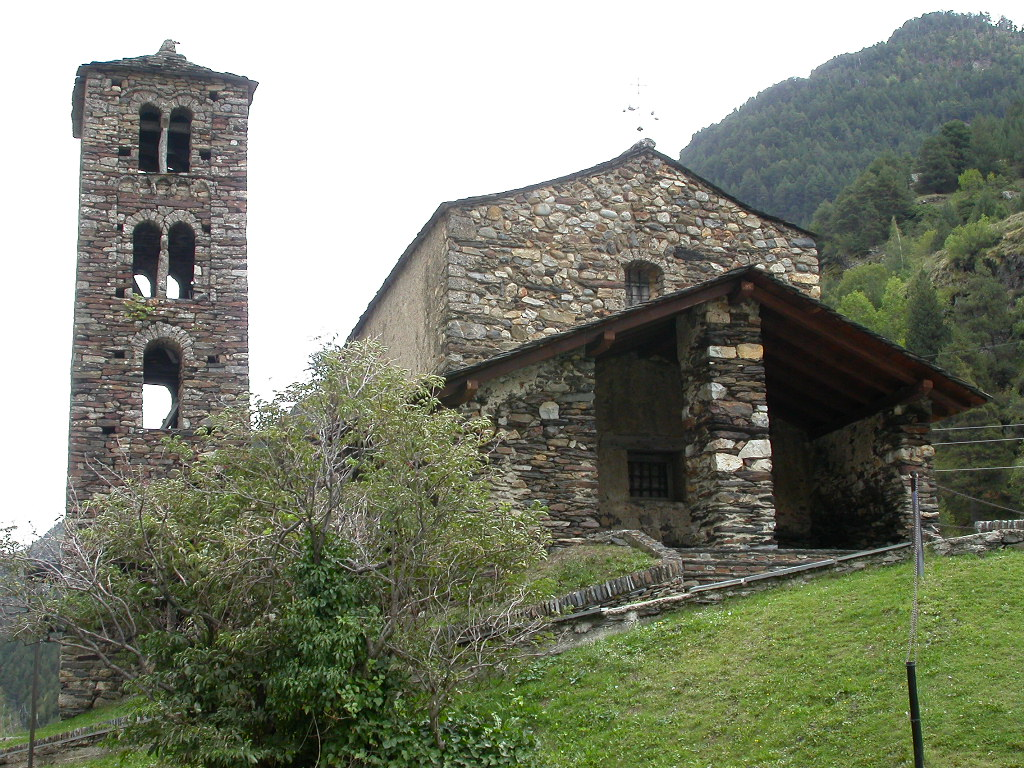
Edifício histórico de Sant Joan de Caselles

Em Prats está localizado o santuário de Roc de les Bruixes, um conjunto de temas rituais gravados na rocha que datam da Idade do Bronze e da era ibérica, até a Alta Idade Média. Originalmente era um lugar sagrado de onde os ibéricos extraíam pó de pedra para fazer pomadas. Restos góticos tardios, como a necrópole de Sant Joan de Caselles ou a de Sant Serni de Canillo, no final do século VII e VIII, fornecem prova do início do cristianismo em Andorra.
A freguesia mantém o seu traçado tradicional da Época Medieval com antigos moinhos e casas tradicionais serranas. Como o moinho de farinha do Peano, uma amostra das antigas fontes de riqueza do país, e os edifícios que podem ser encontrados no bairro antigo da capital, como Ca Armany, Cal Fluix ou Cal Ferrer Nou, bem como como o antigo bairro de Soldeu ou Incles.
A igreja de Sant Joan de Caselles, construção românica de finais do século XI, é talvez uma das igrejas mais emblemáticas do Principado. No interior do templo encontra-se uma Majestade em estuque românico sobre pintura mural (século XII) e um retábulo gótico do século XVI com influências alemãs e italianas. As outras igrejas de Canillo incluem a igreja paroquial de Sant Serni localizada na cidade velha de Canillo, original do século XII com estrutura e elementos interiores de estilo barroco (séculos XVII-XVIII), a igreja de Sant Miquel de Prats (séculos XII-XIII) e a igreja de Santa Creu de Canillo (1781) localizado em Canillo na margem do rio Valira.